# 反卷狸藻
反卷狸藻（學名：Utricularia reflexa）为狸藻屬小型至中型浮水生食虫植物。其种加词“reflexa”来源于拉丁文“reflexus”，意为“后弯，反卷”，指其果柄反卷。反卷狸藻为非洲的特有种，存在于贝宁、布基纳法索、布隆迪、喀麦隆、乍得、中非共和国、科特迪瓦、刚果民主共和国、科特迪瓦、冈比亚、加纳、几内亚、肯尼亚、马达加斯加、马拉维、马里、尼日尔、尼日利亚、塞内加尔、塞拉利昂、苏丹、坦桑尼亚、多哥、乌干达、赞比亚和津巴布韦。

## 外部連結
- 食虫植物照片搜寻引擎中反卷狸藻的照片（页面存档备份，存于）

 维基共享资源上的相關多媒體資源：反卷狸藻
 維基物種上的相關：反卷狸藻